# 냉각류
냉각류 또는 쿨링 플로(영어: cooling flow)는 은하단의 중심에 있는 은하단내부물질(ICM)이 연간 수십에서 수천 태양질량의 비율로 빠르게 냉각되어야 한다는 이론에서 등장하는 개념이다. 냉각류는 ICM(일종의 플라스마)이 X-선 방출로 인해 에너지를 빠르게 잃을 때 발생해야 한다. ICM의 X-선 밝기는 밀도의 제곱에 비례하는데, 그래서 대부분 은하단의 중심으로 갈수록 가파르게 증가한다. 또한 온도는 은하단의 외곽에서의 보통 3분의 1 또는 절반 수준으로 떨어진다. ICM의 냉각되는데 걸리는 일반적인 시간은 10억 년 이하로 상대적으로 짧다. 은하단의 중심에 있는 물질이 침착(cool out)되면, ICM을 짓누르는 압력으로 인해 안쪽으로 물질들의 유동이 발생하는데, 이것이 냉각류이다.
정상상태에서 질량침적률(mass deposition), 즉 플라스마의 냉각률은 다음과 같이 주어진다.
{\displaystyle {\dot {M}}={\frac {2}{5}}{\frac {L\mu m}{kT}},}
여기서 L은 냉각 영역의 복사광도(모든 스펙트럼 영역에서의 광도), T는 온도, k는 볼츠만 상수, μm은 평균 분자질량이다.
현재 매우 큰 수치의 냉각이 예측되었는데, 많은 은하단을 조사해본 결과 냉각 X-선 방출 기체에 대한 증거가 적기 때문에 실제 냉각률은 그보다 훨씬 작을 것으로 예측되고 있다. 이를 냉각류 문제(cooling flow problem)라고 한다. 냉각에 대한 증거가 적은 이유에 대한 이론은 다음과 같다.
- 은하단에 있는 중심의 활동은하핵(AGN)에 의한, 아마 음파(페르세우스자리 및 처녀자리 은하단에서 보이는 것)를 통한 가열
- 은하단의 외곽 부분으로부터의 열전도
- 우주선에 의한 가열
- 물질 흡수로 인한 냉각 기체 은폐
- 뜨거운 물질과 냉각 기체의 혼합

AGN에 의한 가열이 가장 일반적인 설명인데, 대량의 에너지가 AGN의 수명 기간 동안 방출되기 때문이다.